# Spencer Daniels
Spencer Eli Daniels, né le 23 décembre 1992, est un acteur américain de cinéma et de télévision né à Los Angeles, en Californie. Il a commencé à jouer professionnellement à l'âge de dix ans. Il est apparu dans plus de 30 films et séries télévisées, dont Star Trek (reboot de 2009), L'étrange histoire de Benjamin Button et le rôle récurrent de Tyler Lomand dans la série Crash, qui s'est achevée en 2009. En 2014, son film The Midnight Game a été publié par Anchor Bay Entertainment.

## Vie privée
Daniels est juif.

## Filmographie

### Cinéma
| Année | Film                                | Rôle                          | Remarques     |
| ----- | ----------------------------------- | ----------------------------- | ------------- |
| 2004  | Billy Conroy Takes a Stand          | Billy Conroy                  |               |
| 2004  | Billy's Dad Is a Fudge-Packer!      | Billy                         |               |
| 2005  | Witchwise                           | Andrew                        |               |
| 2008  | The Least of These                  | Alex                          |               |
| 2008  | The Curious Case of Benjamin Button | Benjamin Button âgé de 12 ans |               |
| 2009  | Star Trek                           | Johnny                        |               |
| 2010  | Au Pair, Kansas                     | Atticus                       |               |
| 2010  | Pigeon Kicker                       | Scott/vrai Adam               |               |
| 2011  | Awakening Arthur                    | Aiden                         |               |
| 2011  | Dangerously Close                   | Christian "Sketch" Shady      | Court métrage |
| 2011  | Last Kind Words                     | Eli                           |               |
| 2012  | Thunderstruck                       | Connor                        |               |
| 2013  | The Midnight Game                   | Jeff                          |               |
| 2014  | California Scheming                 | Jason Rourke                  |               |
| 2016  | Wolves at the Door                  | William                       |               |
| 2017  | Pitching Tents                      | Stash                         |               |
| 2018  | Take Point                          | Logan                         |               |
| 2020  | Hunter's Moon                       | Lenny Bloomfield              |               |
| 2020  | Chasing Nightmares                  | Matthew                       |               |

### Télévision
| Année           | Série                         | Rôle                    | Remarques                                                    |
| --------------- | ----------------------------- | ----------------------- | ------------------------------------------------------------ |
| 2003            | The Lyon's Den                | Boy on Bicycle          | épisode : Pilot                                              |
| 2003            | Judging Amy                   | Child in Custody Battle | épisode : "The Best Interests of the Child"                  |
| 2003            | Mad TV                        | Skeeter                 | épisode : "Episode 10"                                       |
| 2004            | Shérifs à Los Angeles         | Little Boy              | épisode : "Flirtin' with Disaster"                           |
| 2004            | Cold Case : Affaires classées | Jerry Kasher            | épisode : "The Plan"                                         |
| 2004            | The John Henson Project       | Lee Elia                | épisode : Pilot                                              |
| 2005            | Philadelphia                  | Tommy Doyle             | épisode : "Charlie Wants an Abortion"                        |
| 2006, 2012–2013 | The Office                    | Jake Palmer             | 3 épisodes                                                   |
| 2008            | Twenty Good Years             | Young John Mason        | épisode : "Come Fly With Me"                                 |
| 2009            | Big Love                      | Hustler                 | épisode : "Empire"                                           |
| 2009            | Crash                         | Tyler Lomand            | Rôle récurrent                                               |
| 2009            | NCIS : Enquêtes spéciales     | Brett Murphy            | épisode : "Child's Play"                                     |
| 2010            | Les Experts : Miami           | Nick West               | épisode : "F-T-F"                                            |
| 2011            | Shake It Up                   | Paul                    | épisode : "Beam It Up"                                       |
| 2013–2014, 2016 | Mom                           | Luke                    | Rôle principal (saisons 1–2); invité (saison 4); 21 épisodes |
| 2014            | Major Crimes                  | Chip                    | épisode : "Party Foul"                                       |
| 2017            | The Get Down                  | Kent                    | épisode : "Unfold Your Own Myth"                             |
| 2018–2020       | The Magicians                 | Charlton                | Rôle récurrent (saison 3–5)                                  |
| 2019            | NCIS : Los Angeles            | PO2 Vincent Davis       | épisode : "False Flag"                                       |
| 2019            | The Passage                   | Brian                   | épisode : "Last Lesson"                                      |